# Caf' Francisco
Pour les articles homonymes, voir Francisco.
Le Caf' Francisco, né Francisco de Dacounias, est un vagabond français né en 1841 et mort entre 1940 et 1941.
Ancien esclave, ce cafre qui a exercé comme boucher et rameur est un personnage remarquable de Saint-Denis de La Réunion dans les années 1930, dont il égaye les rues notamment en jouant du bobre. Il a notamment été immortalisé par Georges Fourcade, qui en a fait le narrateur créolophone de sa chanson Roulez mon z'aviron, depuis devenue œuvre majeure de la musique réunionnaise, mais aussi par le photographe André Blay, qui en a fait plusieurs portraits, dont au moins un grimaçant.
Sa légende s'est surtout construite à la suite de sa rencontre avec Sarda Garriga, alors gouverneur de Bourbon puis de la Réunion. Il se décrivait comme étant un européen noir et non un cafre.